# Charles Martel (roi de Hongrie)
Pour les articles homonymes, voir Martel.
Charles d'Anjou, dit Martel, né le 8 septembre 1271, mort à Naples le 12 août 1295, il fut roi titulaire de Hongrie de 1290 jusqu'à sa mort.

## Biographie
Charles d'Anjou est le fils aîné de Charles II d'Anjou, roi de Sicile et de Jérusalem, comte de Provence, d'Anjou et du Maine, et de Marie de Hongrie, sœur et héritière de Ladislas IV de Hongrie, roi de Hongrie. Il fait ses premières armes en 1289 avec son père et Robert II d'Artois dans une expédition en Sicile contre Frédéric II de Sicile et il est créé Prince de Salerne le 8 septembre 1289 par son père lors de son retour à  Naples. Il est ensuite nommé Vicaire Général de  Naples le 12 septembre 1289, fonction qu'il occupe jusqu'au 16 février 1294.
Son oncle maternel Ladislas IV de Hongrie est assassiné le 10 juillet 1290, sans fils pour lui succéder, et son père Charles d'Anjou l'arme chevalier et proclame ses droits au trône de Hongrie en 1290 avec l'approbation du Pape. Mais auparavant les nobles hongrois avaient élu comme successeur de Ladislas un de ses cousins, André III Árpád. Sa mère est couronnée « reine de Hongrie » en 1291. Après une révolte contre André III, Charles Martel se proclame lui-même « Roi de Hongrie » à partir du 20 mars 1292 mais il semble n'avoir jamais été couronné. Le 28 juin 1295, il renonce à ses droits sur les comtés d'Anjou et du Maine, qui deviennent la dot de sa sœur Marguerite. Charles Martel se contente du titre royal et ne cherche pas à se rendre en Hongrie pour en faire la conquête. Il meurt à Naples de la peste âgé de 23 ans la même année. Il est inhumé dans la cathédrale San-Gennaro.

### Charles Martel et Dante
En 1294, Charles Martel se rend à Florence, où il retrouve ses parents qui reviennent de France. À cette occasion, ils sont reçus avec tous les honneurs par la seigneurie de la cité toscane qui envoie à leur rencontre une délégation dont fait partie Dante Alighieri. Il semble qu'à cette occasion le poète et le jeune prince angevin ont appris à se connaître et à s'apprécier du fait qu'ils avaient les mêmes goûts littéraires.
Dante dédie à Charles Martel un long passage de la Divine Comédie (Paradis VIII 31-148 & Paradis IX 1-12) qui évoque la rencontre intense imaginée par le poète avec l'âme du prince dans le troisième ciel (Ciel de Vénus) du Paradis :
- Dante Alighieri, Divine Comédie – Paradis VIII 31-148 ;
- Dante Alighieri, Divine Comédie – Paradis IX 1-12.

## Union et postérité
Le 11 janvier 1281 à Vienne, il épouse Clémence de Habsbourg (1262 † 1295), fille de Rodolphe Ier de Habsbourg empereur germanique et de Gertrude de Hohenberg, et a :
- Charles Robert de Hongrie (1288 † 1342), roi de Hongrie après la mort d'André III Árpád ;
- Béatrice de Hongrie († 1354), mariée en 1296 à Jean II (v. 1280 † 1319), dauphin du Viennois ;
- Clémence de Hongrie (1293 † 1328), mariée en 1315 à Louis X le Hutin (1289 † 1316), roi de France.